# Cúp bóng đá Bulgaria 1958–59
Cúp bóng đá Bulgaria 1958–59 là mùa giải thứ 19 của Cúp bóng đá Bulgaria (trong giai đoạn này có tên là Cúp Quân đội Xô-viết). Levski Sofia giành chức vô địch khi đánh bại Spartak Plovdiv 1–0 trong trận chung kết tại Vasil Levski National Stadium ở Sofia.

## Vòng Một
| Đội 1               | Tỉ số             | Đội 2              |
| ------------------- | ----------------- | ------------------ |
| Slavia Sofia        | 4–1               | Cherno More Varna  |
| Ludogorets Razgrad  | 2–1               | Beroe Stara Zagora |
| Lokomotiv Sofia     | 7–1               | Svetkavitsa        |
| Spartak Pleven      | 6–0               | Minyor Brezhani    |
| Botev Vratsa        | 0–1               | Levski Sofia       |
| Lokomotiv Plovdiv   | 1–0               | Arda Kardzhali     |
| Etar Veliko Tarnovo | 3–2               | Dobrudzha Dobrich  |
| CSKA Sofia          | 0–2               | Botev Plovdiv      |
| Minyor Pernik       | 0–0 (aet) 0–1 (R) | Spartak Plovdiv    |

## Vòng Hai
| Đội 1               | Tỉ số     | Đội 2               |
| ------------------- | --------- | ------------------- |
| Lokomotiv Sofia     | 1–0       | Slavia Sofia        |
| Levski Sofia        | 4–0       | Lokomotiv Plovdiv   |
| Botev Plovdiv       | 2–1 (aet) | Dunav Ruse          |
| Litex Lovech        | 0–6       | Spartak Pleven      |
| Ludogorets Razgrad  | 2–3       | Spartak Varna       |
| Chernomorets Burgas | 3–1       | Etar Veliko Tarnovo |
| Marek Dupnitsa      | 2–3 (aet) | Sliven              |
| Spartak Plovdiv     | 4–1       | Akademik Sofia      |

## Tứ kết
| Đội 1          | Tỉ số | Đội 2               |
| -------------- | ----- | ------------------- |
| Spartak Pleven | 1–0   | Botev Plovdiv       |
| Sliven         | 0–2   | Spartak Plovdiv     |
| Spartak Varna  | 1–0   | Chernomorets Burgas |
| Levski Sofia   | 3–2   | Lokomotiv Sofia     |

## Bán kết
| Đội 1           | Tỉ số             | Đội 2          |
| --------------- | ----------------- | -------------- |
| Levski Sofia    | 2–1               | Spartak Varna  |
| Spartak Plovdiv | 2–2 (aet) 1–0 (R) | Spartak Pleven |

## Chung kết

### Chi tiết
| Levski Sofia | 1−0 | Spartak Plovdiv |
| ------------ | --- | --------------- |
| Peev 73'     |     |                 |

| Levski | Spartak |